# Parafia św. Marii Magdaleny w Brudzewie
Parafia Świętej Marii Magdaleny w Brudzewie jest jedną z siedmiu parafii leżących w granicach dekanatu strzałkowskiego. 

## Historia
Parafia została erygowana w 1400 roku. Do parafii należą wierni z ośmiu wiosek: Brudzewo, Góry, Janowo Cegielnia, Janowo Szkolne, Katarzynowo, Rudy, Kokoczyn Pierwszy i Kokoczyn Drugi. 

## Kościół
Obecny kościół parafialny pochodzi z 1826 roku i został  ufundowany przez właściciela wsi Józefata Mikorskiego. Murowana neogotycka fasada pochodzi z końca XIX wieku. Budynek jest konstrukcji zrębowej, oszalowany, orientowany i jednonawowy. Prezbiterium nieco węższe zamknięte wielobocznie, a przy nim od północy zakrystia. Do północnej nawy przylega kaplica na planie prostokąta zamknięta trójbocznie, a od południa – kruchta. Dachy są kryte gontami, nad nawą znajduje się wieżyczka na sygnaturkę. Wewnątrz strop jest płaski.
Trzy barokowe ołtarze pochodzą  z XVII-XVIII w. W ołtarzu głównym znajduje się drewniana rzeźba Matki Bożej z Dzieciątkiem z ok. 1420-30 roku w typie Pięknych Madonn. W kaplicy umieszczono ołtarz z obrazem Ukrzyżowania z 2 poł. XVII wieku. Na belce tęczowej znajduje się krucyfiks późnogotycki z początku XVI wieku. W kościele stoi chrzcielnica późnogotycka w kształcie kielicha z barokową pokrywą. Przy świątyni drewniana dzwonnica, zapewne z 1. poł. XIX w., przykryta czterospadowym dachem z latarnią, krytym gontami.

## Proboszczowie
- ks. Marek Massel (2002–2009)[4]
- ks. Tomasz Głuszak (2009–2015)[5]
- ks. Marcin Malagowski (2015–2017)[6]
- ks. Marek Sobociński (2017–2019)[7]
- ks. Piotr Król (administrator) (2019–2020)[8]
- ks. Piotr Dobrasz (od 2020[8])